# Rondos
Rondos was van 1978 tot 1980 een Nederlandse punkband.

## Geschiedenis
Een groepje studenten van de Academie van Beeldende Kunsten Rotterdam waren in 1978 met een roemruchte punkband begonnen. Daarnaast was het gezelschap actief met de Stichting Raket, de uitgever van een muurkrant/fanzine Raket en Red Rat. Basis was Huize Schoonderloo waar als communistisch collectief gewoond en gewerkt werd. Er was daar een doka, drukkerij, een kantoor, en een atelier ingericht. Onder in het gebouw was een oefenruimte (de Bunker, waarnaar Bunker OESO vernoemd is) en een opnamestudio. Ze hadden een platenlabel King Kong. De Rondos stimuleerden anderen hoe precies platen in eigen beheer uit te brengen. Zij organiseerden wekelijks punkavonden om lokale bands een kans te geven.
Dichteres Diana Ozon zou over de band hebben gezegd dat de "Rondos gefinancieerd werden door de CPN en dat ze subsidie van de gemeente Rotterdam ontvingen door bemiddeling van de zoon van Van der Louw" Zanger John Van De Weert van de Rondos doet het af als "allemaal laster, ingegeven door jaloezie."
De band was een gepolitiseerde band met communistische denkbeelden en hadden raakvlakken met de anarchistische band Crass. Ze deden dan ook gezamenlijk optredens in Londen. De samenwerking tussen de twee bands brak echter na het uitbreken van fors geweld tijdens een benefietconcert in Conway Hall tussen bezoekers en nazi-skinheads. Waar Crass stond voor pacifisme stonden de Rondos voor een harde lijn. Phil Free (Crass) schreef daarover: "Die Rondos waren maoïsten – verdomd heavy. Jezus, ze waren angstaanjagend. Werkelijk! In vergelijking met hen waren wij een vaudeville-show! Waarschijnlijk zitten ze nog steeds in de bak wegens een of ander vergrijp."
Als de band besluit te stoppen brengen ze een single uit: "Which Side Will You Be On", een referentie naar Crass. Wim gaat spelen in The Ex, evenals enkele jaren later John dat deed. In 2009 wordt de verzamelbox "A Black & White Statement" uitgebracht met daarop alle uitgebrachte muziek inclusief live-opnamen. Daarnaast verschijnt een splitsingle met De Kift.

## Bezetting
- Maarten van Gent - gitaar, zang
- John Van De Weert - zang
- Allie van Altena - gitaar, zang
- Frank Seltenrijch - basgitaar
- Kees Isings - basgitaar
- Wim ter Weele - drums

## Discografie
- Red Attack (LP, Album, Gat + Flexi, 7") - King Kong Records 1980
- Rondos / Railbirds - King Kong's Penis / Lonely (7", Spl) King Kong Records 1979[7]
- Which Side Will You Be On? (7") - King Kong Records 1980
- De Kift / Rondos - (7", Single, Ltd) 2009
- A Black & White Statement